# 戴邦和
戴邦和（1964年8月—），浙江省云和县人，中华人民共和国政治人物。

## 生平
1964年8月，戴邦和出生在浙江省云和县。1980年，戴邦和考入浙江工学院（今浙江工业大学）电子工程系工业电气自动化专业学习，1984年毕业后分配至浙江电大云和工作站工作，期间于1987年6月加入中国共产党。
1987年10月，戴邦和出任云和县人事局干部秘书股股长、党组成员。1991年10月，戴邦和出任共青团云和县委副书记，一年后升任书记。1995年4月，戴邦和调任中共云和县委宣传部副部长。1996年1月，戴邦和调任云和县广播电视局局长、党组副书记，同年10月升任党组书记。1997年10月，戴邦和转任云和县人民政府副县长，2001年3月兼任中共云和县委常委。
2002年12月，戴邦和转任丽水市卫生局副局长、党组成员。次年10月，戴邦和调任丽水电视台台长、党总支书记，2006年10月出任新组建的丽水市广播电视总台台长、党委书记。
2011年11月，戴邦和调任中共青田县委副书记、青田县人民政府县长，2016年11月升任书记，2019年9月兼任丽水市人民政府副市长、党组成员。
2022年4月，戴邦和出任丽水市人大常委会副主任。

### 落马
2024年6月14日，戴邦和涉嫌严重违纪违法接受浙江省纪委监委纪律审查和监察调查。
2024年12月20，戴邦和被开除公职和党籍。